# シュレーディンガー描像
量子論においてシュレーディンガー描像（シュレーディンガーびょうぞう、英: Schrödinger picture）またはシュレーディンガー表示（シュレーディンガーひょうじ、英: Schrödinger representation）とは、系の時間発展について「オブザーバブルは時間変化せずに、状態が時間発展する」と考える方法である。
これは「状態は時間変化せず、オブザーバブルが時間発展する」と考えるハイゼンベルク描像や、「状態もオブザーバブルも時間発展する」と考える相互作用描像とは異なる考え方・定式化であるが、どの描像を用いても得られるオブザーバブルの期待値や測定値の確率分布は同じなので等価な理論である。

## シュレーディンガー方程式
時間発展はシュレーディンガー描像であるとした時、演算子形式では一般に、「状態{\displaystyle |\psi \rangle }は以下のシュレーディンガー方程式に従うように時間発展する」ということを基本原理とする。
{\displaystyle i\hbar {\frac {\partial {}}{\partial {}t}}|\psi (t)\rangle ={\hat {H}}|\psi (t)\rangle }
ここで、{\displaystyle {\hat {H}}}は系の全力学的エネルギーを表す「ハミルトニアン（ハミルトン演算子）」というエルミート演算子であり、対応する古典系のハミルトニアンを正準量子化する事によって得られることが多い。

## 時間発展演算子

### 定義
時間発展演算子{\displaystyle {\hat {U}}(t,t_{0})\ }は、次のように定義される。
{\displaystyle |\psi (t)\rangle ={\hat {U}}(t,t_{0})|\psi (t_{0})\rangle }
これは、状態の時間発展についての情報を全て担っている演算子である。
この演算子を{\displaystyle t_{0}\ }における状態ベクトルに作用すると、{\displaystyle t\ }における状態ベクトルが得られる。
ブラについては、次のようになる。
{\displaystyle \langle \psi (t)|=\langle \psi (t_{0})|{\hat {U}}^{\dagger }(t,t_{0})}

### 特徴

#### 特徴その1
シュレーディンガー方程式より、状態ベクトルのノルムが時間によって変化しないことがわかる。
よって時間発展演算子はユニタリでなければならない。つまり、
{\displaystyle \langle \psi (t)|\psi (t)\rangle =\langle \psi (t_{0})|{\hat {U}}^{\dagger }(t,t_{0}){\hat {U}}(t,t_{0})|\psi (t_{0})\rangle =\langle \psi (t_{0})|\psi (t_{0})\rangle }
よって 
{\displaystyle {\hat {U}}^{\dagger }(t,t_{0}){\hat {U}}(t,t_{0})={\hat {I}}}

#### 特徴その2
明らかに、{\displaystyle {\hat {U}}(t_{0},t_{0})\ }は恒等作用素である。
{\displaystyle |\psi (t_{0})\rangle ={\hat {U}}(t_{0},t_{0})|\psi (t_{0})\rangle }
よって 
{\displaystyle {\hat {U}}(t_{0},t_{0})={\hat {I}}}

#### 特徴その3
時刻{\displaystyle t_{0}\ }から{\displaystyle t\ }への時間発展は、{\displaystyle t_{0}\ }から中間の時間{\displaystyle t_{1}\ }への時間発展と{\displaystyle t_{1}\ }から{\displaystyle t\ }への時間発展をあわせたものと見ることも出来る。よって、次の式を得る。
{\displaystyle {\hat {U}}(t,t_{0})={\hat {U}}(t,t_{1}){\hat {U}}(t_{1},t_{0})}

## 時間発展演算子の満たすべき条件・具体的な形
時間発展演算子はどんな形でも良いわけではない。時間発展についての基本原理（シューレディンガー方程式）に合うような形でなければならない。
慣習的に、{\displaystyle t_{0}\ }を、{\displaystyle t_{0}=0\ }として省略し、{\displaystyle {\hat {U}}(t,t_{0})\ }を{\displaystyle {\hat {U}}(t)\ }と書く。シュレーディンガー方程式に代入すると、
{\displaystyle i\hbar {d \over dt}{\hat {U}}(t)|\psi (0)\rangle ={\hat {H}}{\hat {U}}(t)|\psi (0)\rangle }
ここで{\displaystyle {\hat {H}}\ }は系のハミルトニアン、{\displaystyle |\psi (0)\rangle } は{\displaystyle t=0}における状態ケットである。つまり、次の時間発展演算子の満たすべき条件が得られる。
{\displaystyle i\hbar {d \over dt}{\hat {U}}(t)={\hat {H}}{\hat {U}}(t)}
この式をそれぞれの条件のもとで解けば、時間発展演算子の具体的な形が求まる。

### ハミルトニアンが時間に依らない場合
ハミルトニアンが時間に依らないならば、上の式の解は次のようになる。
{\displaystyle {\hat {U}}(t)=e^{-i{\hat {H}}t/\hbar }}
ここで、{\displaystyle t=0\ }において{\displaystyle {\hat {U}}(t)\ }は恒等演算子と一致しなければならない、という条件を用いた。よって、次を得る。
{\displaystyle |\psi (t)\rangle =e^{-i{\hat {H}}t/\hbar }|\psi (0)\rangle }
{\displaystyle |\psi (0)\rangle }は任意のケットであることに注意。
ここで初期状態{\displaystyle |\psi (0)\rangle }としてハミルトニアンの固有値の１つ{\displaystyle E\ }の固有状態を選ぶと
{\displaystyle |\psi (t)\rangle =e^{-iEt/\hbar }|\psi (0)\rangle }
よって、ハミルトニアンの固有状態は時間によって位相係数しか変化しない、つまり定常状態であることがわかる。

### ハミルトニアンが時間に依存するが、異なる時間でのハミルトニアン同士が交換する場合
もし、ハミルトニアンが時間に依るが、異なる時間でのハミルトニアン同士が交換するのであれば、時間発展演算子は次のように書ける。
{\displaystyle {\hat {U}}(t)=\exp \left(-{\frac {i}{\hbar }}\int _{0}^{t}dt^{'}\,{\hat {H}}(t^{'})\right)}
シュレーディンガー描像とは別に、座標系を座標系そのものが伝播関数により回転するようにとることもできる。この場合、波動の回転は座標系の回転と一致するので、定常状態の関数は真に定常となる。これがハイゼンベルク描像である。

## 関連書籍
- Principles of Quantum Mechanics by R. Shankar, Plenum Press.